# ストックトン・キングス
ストックトン・キングス（Stockton Kings）はNBAゲータレード・リーグ（以下NBAGL）に加盟しているプロバスケットボールチーム。本拠地はカリフォルニア州ストックトン。

## 歴史

### リノ・ビッグホーンズ
チーム名のビッグホーンは、ネバダ州の動物で、日本で云うオオツノヒツジ。過去に2つのバスケットボールチームがビッグホーンズを名乗っており、1チームはウェスタン・バスケットボール・アソシエーションに所属し、もう1チームはコンチネンタル・バスケットボール・アソシエーションに所属していた。チームカラーの緑、青、褐色は、タホ湖に因んでいる。

### ストックトン・キングス
2018-19シーズンより、本拠地をカリフォルニア州ストックトンに移転し、チーム名をストックトン・キングスに改名する。

## シーズン成績
| Season                 | ディビジョン       | 結果               | 勝     | 敗     | 勝率   | プレーオフ結果                                                                         |
| ---------------------- | ------------------ | ------------------ | ------ | ------ | ------ | -------------------------------------------------------------------------------------- |
| リノ・ビッグホーンズ   |                    |                    |        |        |        |                                                                                        |
| 2008–09                | ウェスタン         | 4th                | 25     | 25     | .500   |                                                                                        |
| 2009–10                | ウェスタン         | 3rd                | 28     | 22     | .560   | ファーストラウンド敗退 (リオグランデバレー・バイパーズ) 1-2                            |
| 2010-11                | ウェスタン         | 1st                | 34     | 16     | .680   | ファーストラウンド (エリー・ベイホークス) 2-1 準決勝敗退 (バイパーズ) 0–2              |
| 2011–12                | ウェスタン         | 7th                | 21     | 29     | .420   |                                                                                        |
| 2012–13                | ウェスタン         | 5th                | 16     | 34     | .320   |                                                                                        |
| 2013–14                | ウェスタン         | 3rd                | 27     | 23     | .540   | ファーストラウンド敗退(バイパーズ) 0-2                                                 |
| 2014–15                | ウェスタン         | 3rd                | 20     | 30     | .400   |                                                                                        |
| 2015–16                | パシフィック       | 1st                | 33     | 17     | .660   | ファーストラウンド敗退(ロサンゼルス・ディーフェンダーズ) 1-2                           |
| 2016–17                | パシフィック       | 4th                | 21     | 29     | .420   |                                                                                        |
| リノ・ビッグホーンズ   |                    |                    |        |        |        |                                                                                        |
| 2017–18                | パシフィック       | 1st                | 29     | 21     | .580   | カンファレンスセミファイナル敗退(サウスベイ・レイカーズ) 109-126                       |
| ストックトン・キングス |                    |                    |        |        |        |                                                                                        |
| 2018-19                | パシフィック       | 2nd                | 30     | 20     | .600   | ファーストラウンド敗退(メンフィス・ハッスル) 119-122                                   |
| 2019-20                | パシフィック       | 1st                | 24     | 19     | .558   | 新型コロナウイルスの影響でシーズンキャンセル。                                         |
| 2020-21                | 不参加             | 不参加             | 不参加 | 不参加 | 不参加 | 不参加                                                                                 |
| 2021-22                | ウエスタン         | 8th                | 15     | 18     | .455   |                                                                                        |
| 2022-23                | ウエスタン         | 1st                | 25     | 7      | .781   | 準決勝敗退(スーフォールズ・スカイフォース) 97-98                                       |
| 2023-24                | ウエスタン         | 1st                | 24     | 10     | .706   | 準決勝(サンタクルーズ・ウォリアーズ)112-109 決勝敗退(オクラホマシティ・ブルー) 107-114 |
| レギュラーシーズン     | レギュラーシーズン | レギュラーシーズン | 372    | 320    | .538   |                                                                                        |
| プレーオフ             | プレーオフ         | プレーオフ         | 5      | 12     | .294   |                                                                                        |

## 歴代所属選手
- ゲイブ・ヴィンセント
- マイケル・クレイグ
- スカル・ラビシエ
- トレイ・バーク
- アイザイア・カナアン
- シャバズ・ムハンマド
- ニーミアス・クエタ
- クイン・クック
- ウェニエン・ガブリエル
- ロバート・フランクス
- キーオン・エリス
- トロイ・ウィリアムズ
- ケイレブ・スワニガン
- キャメロン・レイノルズ
- タイラー・ユリス
- ジェレミー・ラム
- エマニュエル・テリー
- ダニエル・オチェフ
- チェイソン・ランドル
- コーディ・デンプス
- カイル・ガイ
- ウェス・アワンドゥ

## 歴代ヘッドコーチ
- ボビー・ジャクソン (2021-2023)
- リンゼイ・ハーディング (2023-2024)

## 提携チーム
- サクラメント・キングス(2008-現在)

## 過去の提携チーム
- アトランタ・ホークス (2011–2012)
- ゴールデンステート・ウォリアーズ (2010–2011)
- メンフィス・グリズリーズ (2011–2013)
- ニューヨーク・ニックス (2008–2009)
- オーランド・マジック (2009–2010)
- ユタ・ジャズ (2012–2013)